# Edith Rigby
Edith Rigby (apellido de soltera Rayner) (18 de octubre de 1872 – 1948) fue una sufragista inglesa. Fundó una escuela en Preston llamada St. Peter's School dirigida a la educación de mujeres y niñas. Más tarde se convirtió en una prominente activista, fue encarcelada siete veces y provocó varios incendios. Fue contemporánea de Christabel y Sylvia Pankhurst. El 5 de febrero de 2018 se celebró una reunión en el ayuntamiento de Preston, organizada por la alcaldesa Trisha Rollo, para estudiar la posibilidad de erigir una estatua a Edith Rigby en la ciudad.

## Biografía
Nacida como Edith Rayner el 18 de octubre de 1872 en Preston, Lancashire. Fue una de los siete hijos del Dr. Alejandro Clemente Rayner y fue educada en la Universidad de Penrhos en el Norte de Gales.
Se casó con el Dr. Carlos Rigby y vivió con él Winckley Square en Preston. Desde una edad temprana cuestionó las diferencias entre las mujeres de la clase trabajadora y las de clase media, y después de casarse trabajó para mejorar la vida de las mujeres y niñas que trabajaban en fábricas locales. En 1899 fundó St. Peter's School, lo que permitió a estas mujeres reunirse y continuar su educación que de otro modo se habría interrumpido a los 11 años. En casa, criticó el trato de sus vecinos a sus sirvientes. Los Rigby tenían sirvientes, pero les permitían ciertas libertades no convencionales, como la posibilidad de comer en el comedor y no tener que usar uniformes.

### Activismo
En 1907 se formó la rama de Preston de la Unión Social y Política de las Mujeres (WSPU). Rigby fue una sufragista y reclutó a nuevos miembros de entre el Partido Laboral local incluyendo a Eleanor Higginson, con quien mantuvo la amistad toda la vida. Rigby tomó parte en una marcha a las Casas del Parlamento en Londres con Christabel y Sylvia Pankhurst en 1908. Cincuenta y siete mujeres, incluyendo Rigby, fueron detenidas y condenadas a un mes de cárcel. Durante este tiempo (y sus posteriores sentencias, siete en total) Rigby tomó parte en huelgas de hambre y fue sometida a alimentación forzada. Su activismo incluyó la colocación de una bomba en el Liverpool Corn Exchange el 5 de julio de 1913, y aunque más tarde se declaró en el juicio que "no se había producido ningún gran daño por la explosión", Rigby fue encontrada culpable y sentenciada a nueve meses de prisión con trabajos forzados.
También afirmó haber prendido fuego a la cabaña de Lord Leverhulme en West Pennine Moors cerca de Rivington Pike el 7 de julio de 1913. La propiedad contenía una serie de valiosas pinturas y el ataque produjo daños calculados en £20,000. Después ella declaró:

Quiero preguntarle a Sir William Lever si cree que su propiedad en Rivington Pike es más valiosa como una más de sus superflueas casas superfluas ocasionalmente abierta a la gente, o como un faro iluminado para el Rey y la Patria para ver, aquí hay algunos agravios intolerables para las mujeres

Rigby estaba en desacuerdo con la decisión de la WSPU de no hacer campaña por el sufragio durante la I Guerra Mundial. Se unió a la escisión Unión Social y Política de las Mujeres Independientes, formando una rama en Preston.

### Vida posterior

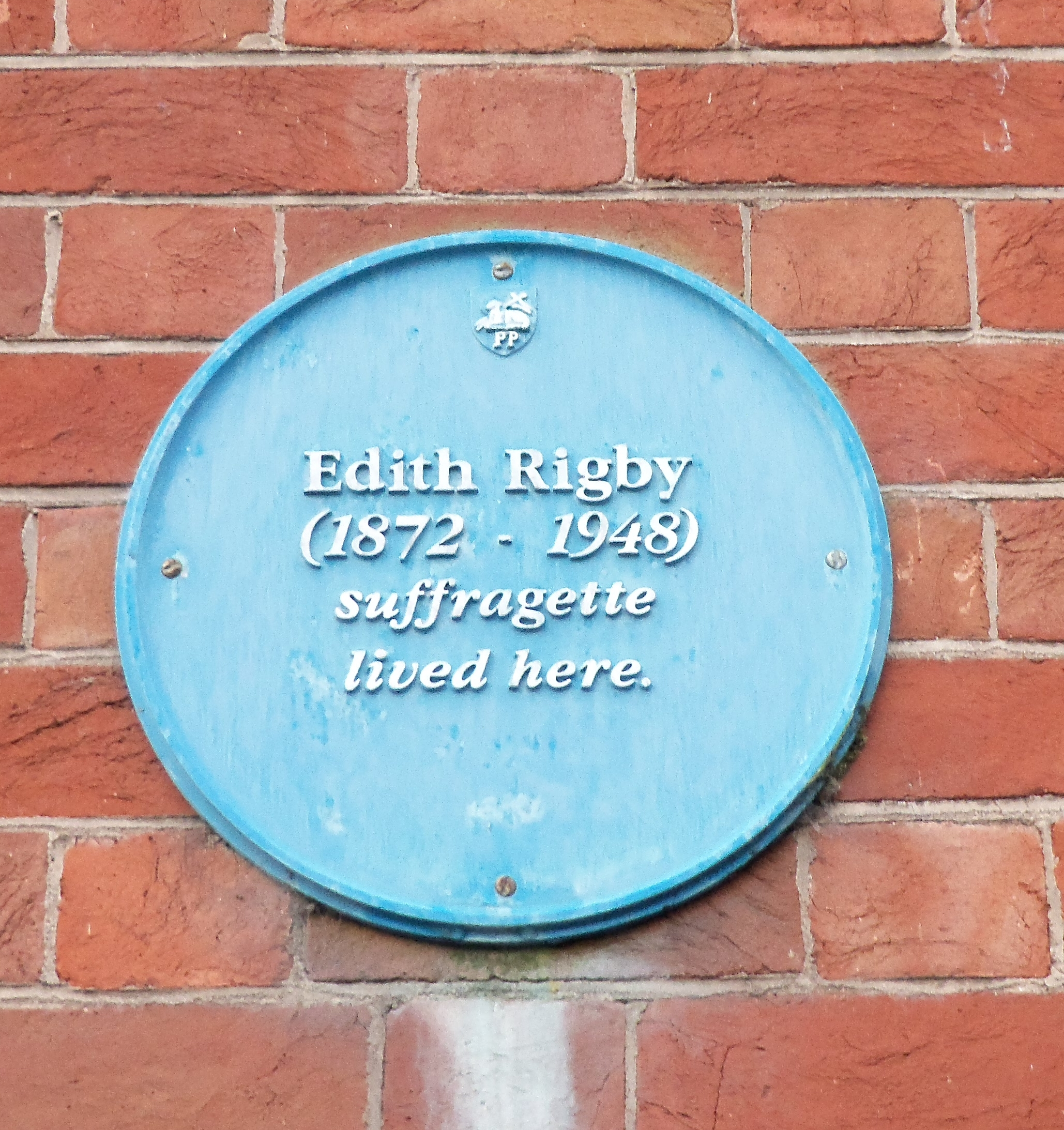
Edith Rigby placa en Preston.

Según Elizabeth Ashworth en Champion Lancastrians, Rigby fue la primera dama que montó en bicicleta en Preston. Durante la I Guerra Mundial, se compró una casa de campo cerca de Preston llamada Marigold Cottage y la usó para producir alimentos para el esfuerzo de guerra. Con el pelo corto y ropa de hombre, cultivaba frutas y verduras y cuidaba a los animales y a las abejas, siguiendo las enseñanzas de Rudolf Steiner. Tuvo un matrimonio feliz con su marido, quien se retiró y vivió con ella en su casa. Adoptaron un hijo, llamado Sandy. En la década de 1920 Rigby fue miembro fundador y presidenta del Instituto de la Mujer de Hutton y Howick
En 1926, poco después de la muerte de su marido, Rigby se trasladó a Gales del Norte. Ella siguió el trabajo de Steiner, formando un "Círculo Antroposófico" por su cuenta, y visitando una de sus escuelas en Nueva York. De mayor disfrutó de un estilo de vida saludable, bañándose en el mar, caminando y meditando en las primeras horas de la mañana. Finalmente sufrió la enfermedad de Parkinson y murió en 1948, cerca de Llandudno, Gales.